# شاهنشاه بن أيوب
شاهنشاه بن أيوب (توفي 542 هـ / الموافق 1148 م) صاحب بعلبك، ابن الأفضل نجم الدين أيوب وأخو صلاح الدين الأيوبي، حارب مع نور الدين محمود بن زنكي وقتل في إحدى المعارك ضد الفرنج عام 542 هـ/1148م. ودفن في تربة أيوبية تعرف اليوم بالتربة النجمية الكائنة في سوق ساروجة إلى القرب من المدرسة الشامية البرانية.

## اخوته
- صلاح الدين يوسف (1137 – 1193 م)
- الملك العادل سيف الدين أبو بكر أحمد (1145 – 1218 م)
- الملك المعظم شمس الدولة توران شاه (ت. 1181 م)
- تاج الملوك أبو سعيد بوري (ت. 1184 م)
- الملك العزيز سيف الإسلام طغتكين (ت. 1197 م)
- زمرد الأيوبية
- ربيعة بنت أيوب

## ابناؤه
- فروخ شاه
- بهرام شاه